# Bruise Pristine
Bruise Pristine è un singolo del gruppo musicale britannico Placebo, il quinto e ultimo estratto dal loro primo album in studio Placebo e pubblicato il 12 maggio 1997.

## Descrizione
Il singolo è una versione riregistrata per Placebo del brano già contenuto nello split del 1995 Bruise Pristine/m.e.l.t.d.o.w.n., della quale è stata inoltre realizzata una versione "radio edit", con le parti strumentali iniziali e finali tagliate.

## Video musicale
Il video ufficiale del brano, pubblicato nell'aprile 1997, è stato diretto da Howard Greenhalgh.

## Tracce
Testi e musiche di Brian Molko, Stefan Olsdal e Robert Schultzberg, eccetto dove indicato.
CD 1, musicassetta
1. Bruise Pristine (Radio Edit) – 3:01
2. Then the Clouds Will Open for Me – 4:20 (Brian Molko)
3. Bruise Pristine (One Inch Punch Remix) – 4:38

CD 2
1. Bruise Pristine – 3:42
2. Waiting for the Son of Man – 4:10 (Brian Molko)
3. Bruise Pristine (Lionrock Mix) – 7:35

Vinile 7"
1. Bruise Pristine (Radio Edit) – 3:01
2. Bruise Pristine (One Inch Punch Remix) – 4:38

Vinile 12"
1. Bruise Pristine (Lionrock Mix) – 7:35
2. Swallow (Designer & U-Sheen Mix) – 5:59

## Classifiche
| Classifica (1997) | Posizione massima |
| ----------------- | ----------------- |
| Regno Unito       | 14                |